# Trattato di Parigi (1814)

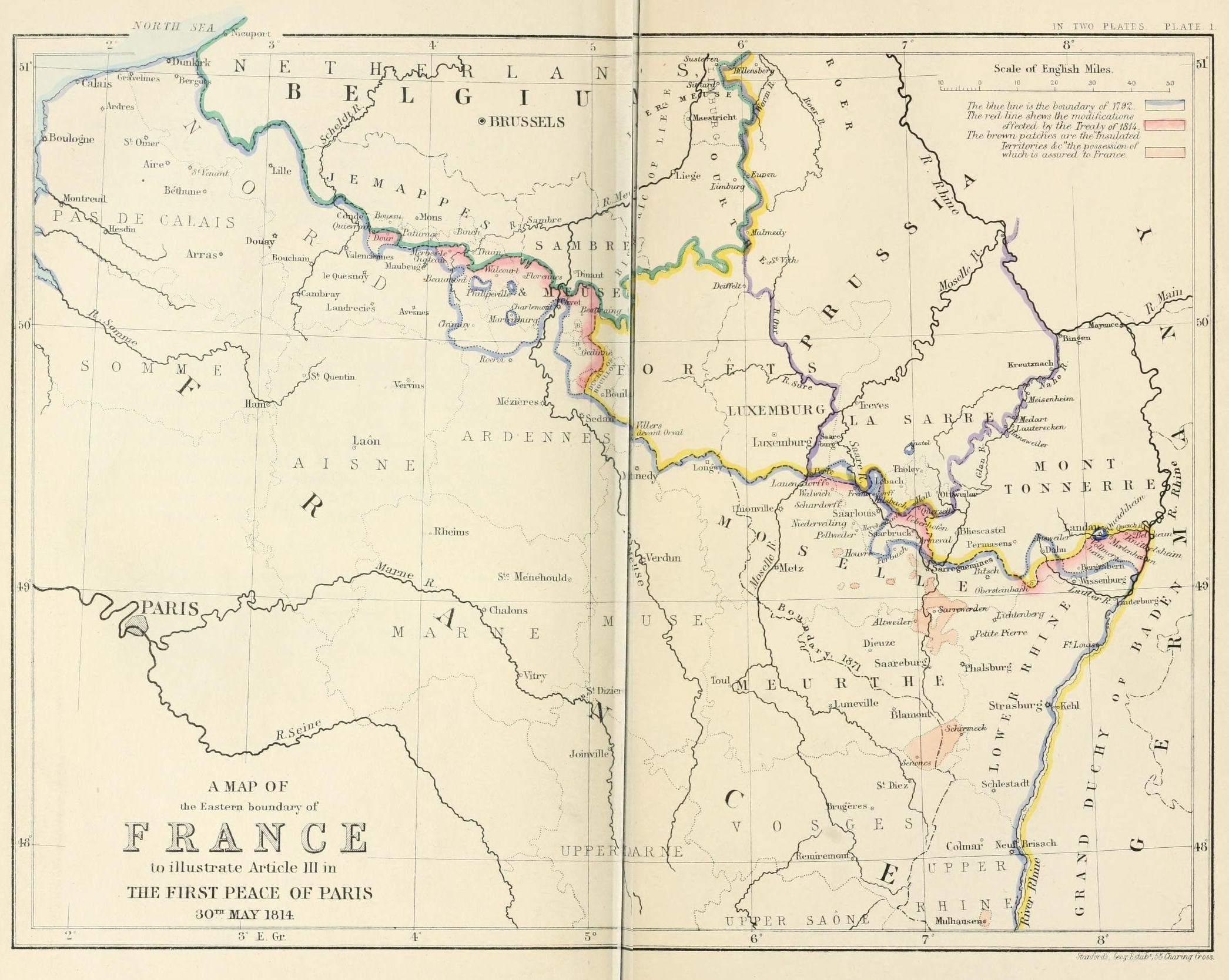
Una mappa del confine orientale della Francia per illustrare l'Articolo III del trattato di Parigi del 30 maggio 1814.

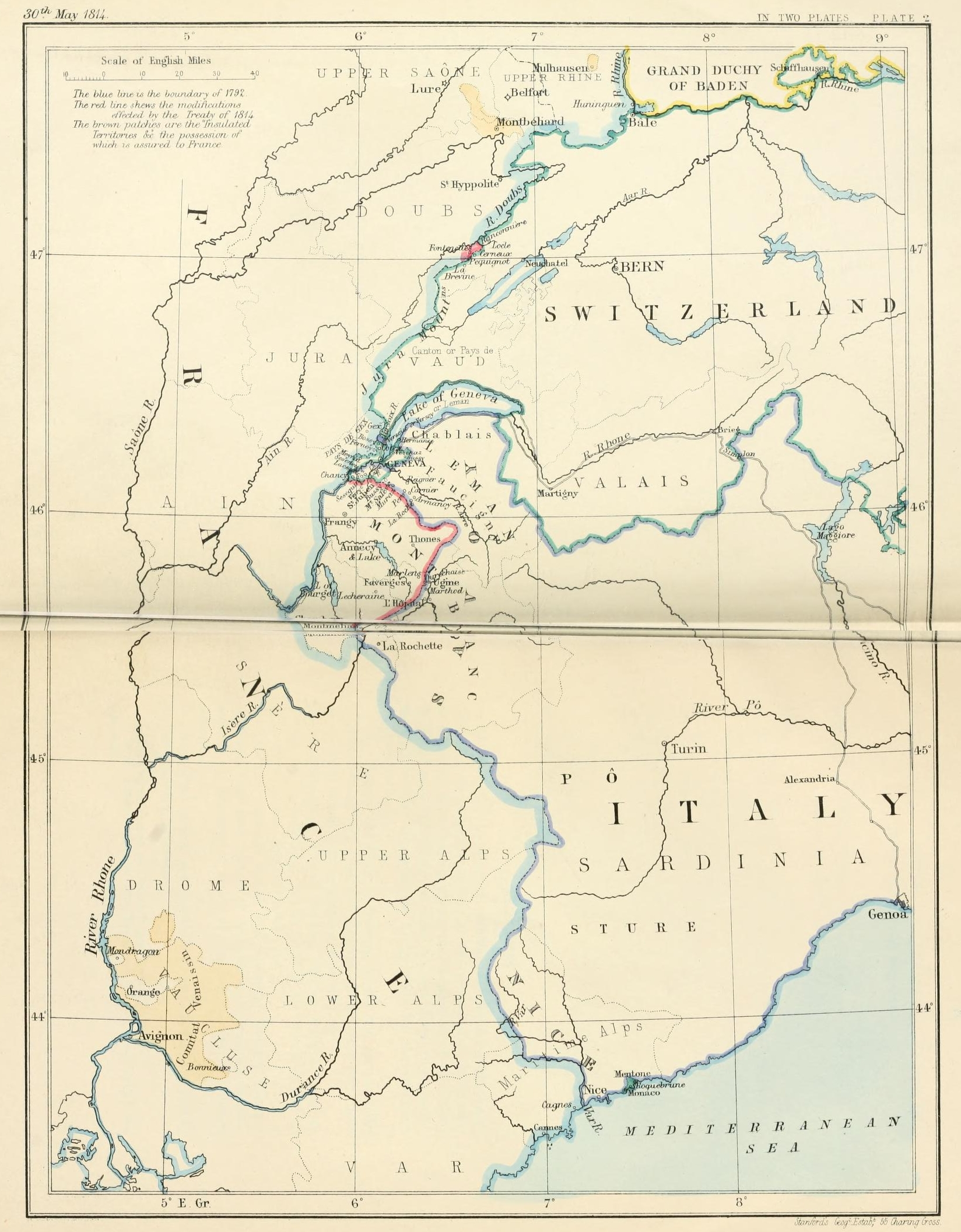
Frontiera sud-orientale francese dopo il primo trattato di Parigi, 1814.

Il primo trattato di Parigi - firmato il 30 maggio 1814 - stabiliva le frontiere della Francia dopo la sconfitta di Napoleone I, esiliato sull'Isola d'Elba.

## Storia
Il trattato, firmato con ciascuna delle potenze belligeranti, consacra effettivamente la cessione-restituzione di ben 44 dipartimenti, creati dalla Francia tra il 1792 e il 1812, da Roma ad Amburgo per un totale di 13 milioni di abitanti, distribuiti su territori attualmente appartenenti a Spagna, Italia, Svizzera, Germania, Belgio, Lussemburgo e Paesi Bassi.
Esso infatti stabiliva (art. II) che «Il Regno di Francia conservava l'integrità dei suoi confini, quali questi erano al 1º gennaio 1792», pur garantendo la sovranità sulla parte occidentale della Savoia (dipartimento del Monte Bianco), sulle enclave del contado Venassino e di Avignone (ex dipendenza dello Stato della Chiesa che avrebbero formato il nucleo del nuovo dipartimento del Vaucluse), su Mulhouse e Montbéliard, mentre in applicazione al principio di legittimità, il principe di Monaco sarebbe stato reintegrato sul suo trono. Al di fuori di tali frontiere, a parte le piazzeforti francesi già dal XVII secolo (Philippeville, Mariembourg, Sarrelouis e Landau) e qualche cantone dei dipartimenti di Jemappes, della Sarre, della Sambre e della Mosa tutto il resto delle conquiste rivoluzionarie e napoleoniche è perduto. Inoltre, i nativi della vecchia Francia dovranno cessare da tutte le funzioni pubbliche occupate all’estero. 
Il Regno Unito accettava di restituire alla Francia la Guadalupa, la Martinica, l'isola di Riunione e la colonia del Senegal. Non, però, Mauritius (e le Seychelles, da essa dipendenti). Haiti restava indipendente.
Malta, che non era stata restituita all'Ordine come previsto, divenne ufficialmente parte dell'Impero britannico.
Gli alleati decisero di non imporre alla Francia alcuna indennità di guerra, come invece reclamava la Prussia a risarcimento delle enormi somme versate a Napoleone dopo la disfatta del 1806. A dettare questa linea fu la precisa volontà dell'Inghilterra e dell'Austria di mantenere una Francia solida e forte come baluardo rispetto alla potenza prussiana in Germania e all'espansionismo russo.
Per il resto le potenze vincitrici, in profondo disaccordo tra loro, non riuscirono a indicare che alcune linee generali, concernenti l'ampliamento dell'Olanda, l'unione degli stati tedeschi in una confederazione, l'indipendenza della Svizzera e il ripristino dell'egemonia austriaca sull'Italia settentrionale, mentre omisero ogni riferimento ai temi più scottanti, come la sorte della Sassonia e della Polonia. Per questo motivo stabilirono con l'articolo 32 che entro due mesi tutti gli stati coinvolti nella guerra avrebbero inviato a Vienna plenipotenziari «per stabilire in un congresso generale gli accordi che devono completare le disposizioni del presente trattato.»
Dopo il ritorno di Napoleone ed il periodo dei cento giorni, un secondo trattato di Parigi venne firmato il 20 novembre 1815. Esso fu molto più severo con la Francia, costringendola - fra l'altro - a perdere la sovranità sulle città di Saarbrücken, Annecy e Chambéry.